# Marken, Nederländerna
Marken (52°28′N 5°6′Ö / 52.467°N 5.100°Ö, befolkning: 1 846 personer 2004) är en halvö i IJsselmeer, Nederländerna, belägen i kommunen Waterland i provinsen Noord-Holland. Det är en tidigare ö som nuförtiden sitter samman med fastlandet genom en väg på en vägbank. Marken är en turistattraktion, välkänd för sina karakteristiska trähus. Marken var fram till 1991 en egen kommun men slogs då samman med Waterland.

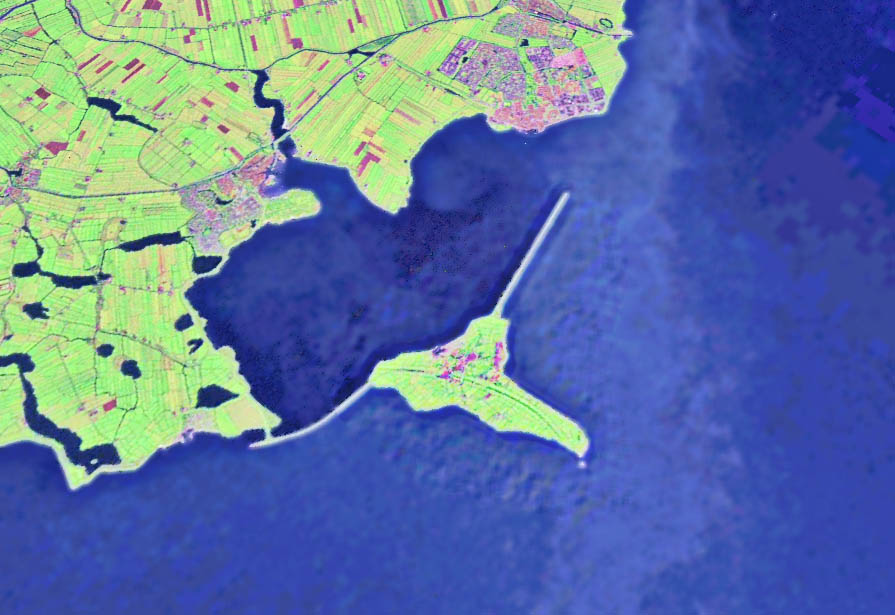
Satellitbild av Marken
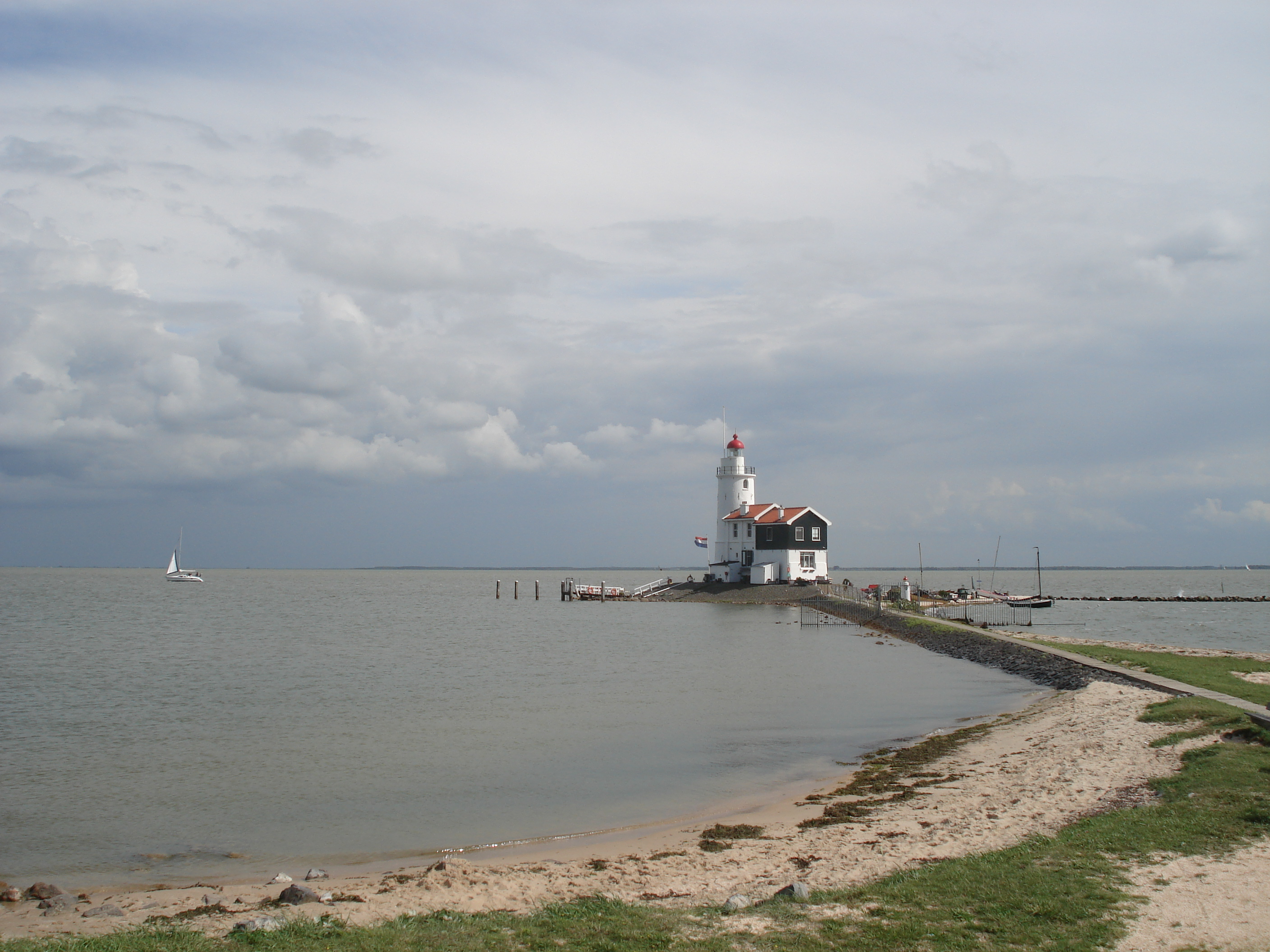
Fyren (Paard van Marken) på Marken
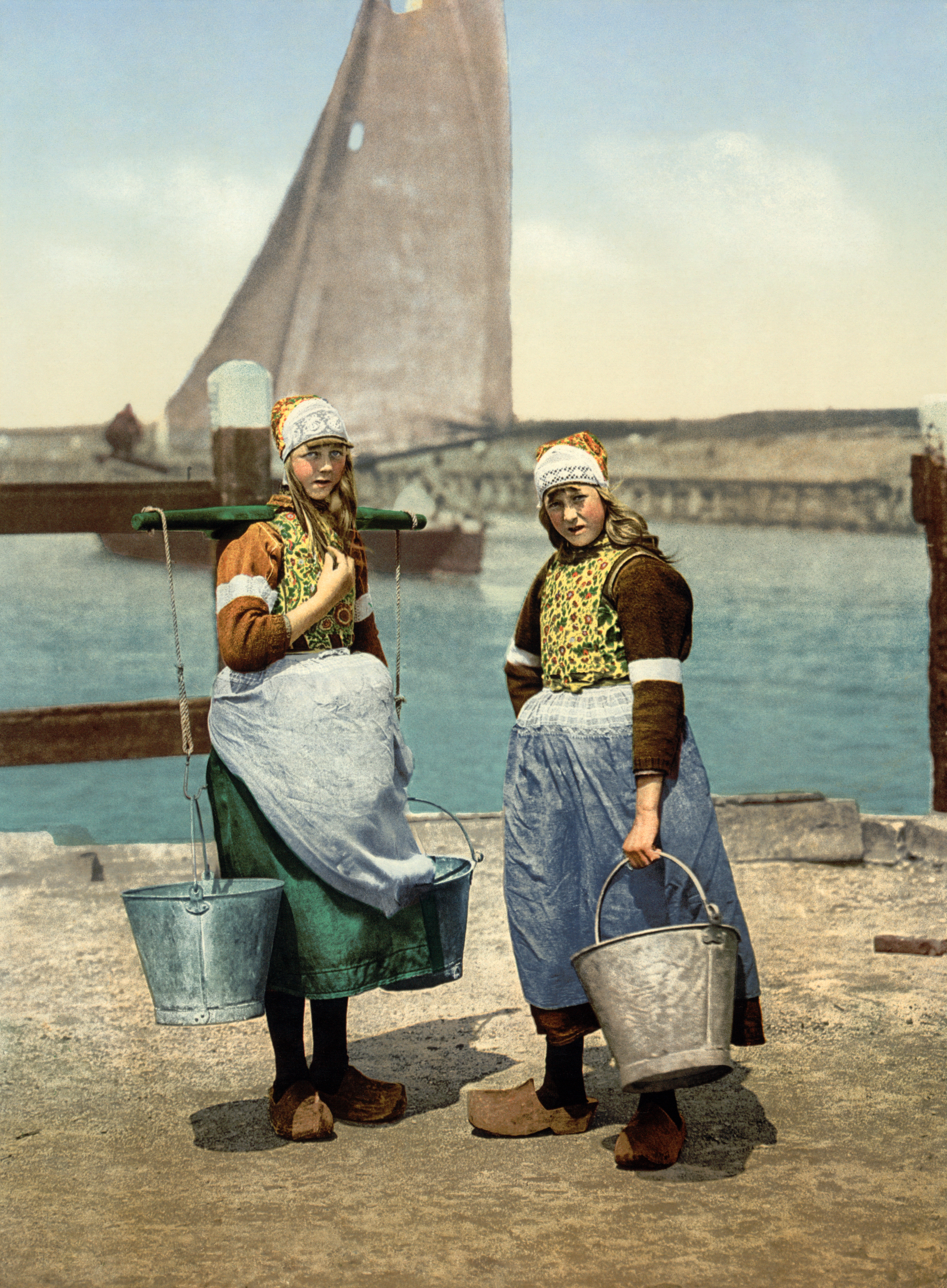
Två flickor i traditionella kläder (omkring 1900)
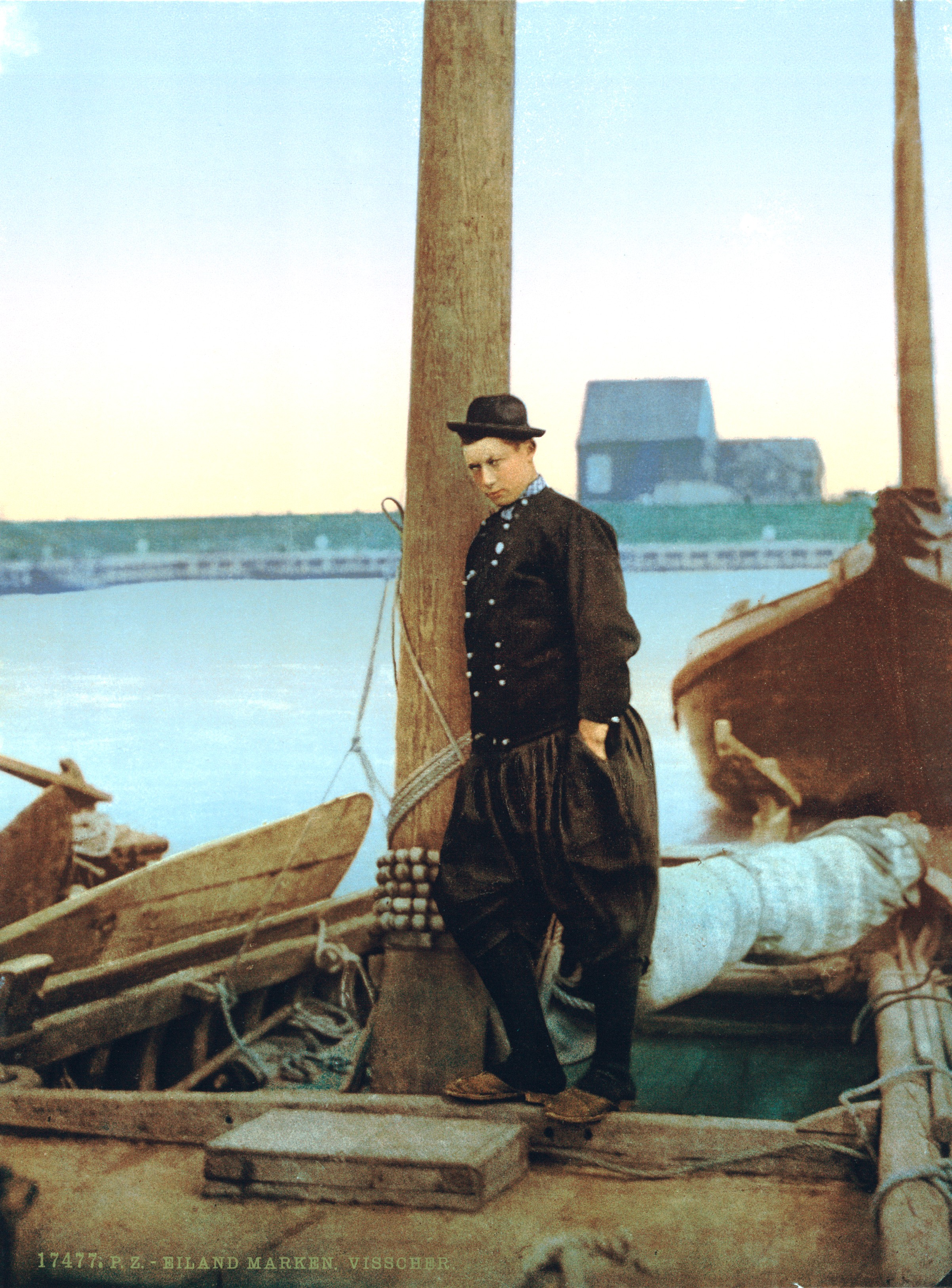
Fiskare i traditionella kläder (omkring  1900)